# Made in EU
Made in EU (auch Made in the EU) ist eine Herkunftsbezeichnung, die seit 2003 von der EU-Kommission etabliert wird. 
Made in EU ist als Kennzeichnung für europäische Produkte anstelle der Landeskennzeichnung nicht verpflichtend vorgeschrieben, aber langfristig als Ersatz geplant. Während einige Verbraucher es mit ärmeren EU-Staaten in Verbindung bringen, steht es häufig auch für eine europafreundliche Gesinnung oder Export-Orientierung eines Betriebs.